# Dolicocefàlia

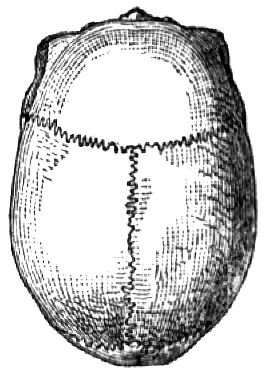
Dolicocefàlia

La dolicocefàlia (del grec dolichós, llarg, i kephalé, cap) és una característica anatòmica consistent en tenir el cap allargat, entenent per allargat la visió del crani des de la part superior, mesurada des de la part frontal (el front) a la part posterior. El dolicocèfal té a més a més el crani estret mirant també des de dalt.